# Ти, Леннарт
Леннарт Ти (нем. Lennart Thy; род. 25 февраля 1992, Фрехен, Северный Рейн-Вестфалия) — немецкий футболист, нападающий сингапурского клуба «Лайон Сити Сейлорс».

## Карьера

### Клубная
Начинал карьеру в команде «Виктория» из родного Фрехена. В течение 8 лет затем обучался в школе команды «Норден», в 2007 году был принят в академию бременского «Вердера». Выступал в вердерских составах до 17 и до 19 лет в разных чемпионатах Германии. В команде «Вердер II» дебютировал в матче против «Хольштайна», выйдя на 78-й минуте вместо Доминика Шмидта («музыканты» победили 6:1). 24 ноября 2010 дебютировал в матче Лиги чемпионов против «Тоттенхэм Хотспур».
31 мая 2024 года перешёл в сингапурский клуб «Лайон Сити Сейлорс», подписав двухлетний контракт.

### В сборной
В 2008 году дебютировал в составе юношеской сборной до 16 лет в поединке с ирландцами. Через год в составе сборной до 17 лет принял участие в чемпионате Европы и стал его победителем, сыграв в финале и уступив на 99-й минуте Герриту Науберу место на поле. С тремя мячами разделил первое место в споре бомбардиров с голландцем Люком Кастаньосом. Как чемпион Европы принял участие на чемпионате мира в Нигерии, где немцы в 1/8 финала проиграли Швейцарии в дополнительное время 4:3.

### Награды
В 2018 году нападающий получил награду FIFA Fair Play Award за то, что сдал кровь для сложной операции — трансплантации стволовых клеток больному лейкемией. Для этой процедуры «Венло» отпустил его в разгар сезона в марте 2018 года на неделю. Ти пропустил встречу с ПСВ, во время которой болельщики отметили его благородство и посвятили ему баннеры.

## Достижения

### Командные
«Лайон Сити Сейлорс»
- Чемпион Сингапура: 2024/25[англ.]

Германия (до 17)
- Победитель чемпионата Европы (до 17 лет): 2009

### Индивидуальные
- Лучший бомбардир чемпионата Европы в категории до 17 лет: 2009
- FIFA Fair Play Award: 2018
- Лучший бомбардир Первого дивизиона Нидерландов: 2022/23[нидерл.] (23 гола)